# Vätskavattnet
Vätskavattnet är en sjö i Kristinehamns kommun i Värmland och ingår i Göta älvs huvudavrinningsområde. Sjön har en area på 0,111 kvadratkilometer och ligger 127,1 meter över havet. Sjön avvattnas av vattendraget Sälsjöbäcken.

## Delavrinningsområde
Vätskavattnet ingår i det delavrinningsområde (656765-141326) som SMHI kallar för Utloppet av Sälsjön. Medelhöjden är 138 meter över havet och ytan är 13,92 kvadratkilometer. Det finns inga avrinningsområden uppströms utan avrinningsområdet är högsta punkten. Sälsjöbäcken som avvattnar avrinningsområdet har biflödesordning 4, vilket innebär att vattnet flödar genom totalt 4 vattendrag innan det når havet efter 257 kilometer. Avrinningsområdet består mestadels av skog (73 procent). Avrinningsområdet har 2,22 kvadratkilometer vattenytor vilket ger det en sjöprocent på 16 procent.